# Paříž (film, 2003)
Paříž (v originále Paris) je americký kriminální thriller režiséra Ramina Niamiho z roku 2003. Premiéru měl na festivalu Tribeca Film Festival.
Hlavním hrdinou filmu je detektiv Jason Bartok (Chad Allen). Ten se dostane do potíží kvůli tašce plné kradených peněz, kterou má u sebe. Sám chce peníze odnést do bezpečí, ale při své cestě potká Lindu (Bai Ling), která je zapojena do obchodu se sexem.
Originální hudbu k filmu složil velšský hudebník a hudební skladatel John Cale, který s režisérem spolupracoval již v roce 1998 na filmu Somewhere in the City. Během filmu se zde objevilo i několik písní v podání různých hudebníků; v závěrečných titulcích pak byla použita Caleova píseň „Wilderness Approaching“.

## Obsazení
| Chad Allen       | Jason Bartok    |
| Bai Ling         | Linda / Shen Li |
| James Russo      | Leon King       |
| Ron Jeremy       | barman          |
| Biff Yeager      | Bill Baker      |
| Nancye Ferguson  | Brenda          |
| Belinda Waymouth | Tina            |
| Jeni Chua        | Mieko           |
| E.J. Callahan    | majitel motelu  |
| Irene Bedard     | Sandy           |